# グアテマラ海軍艦艇一覧
グアテマラ海軍艦艇一覧は、グアテマラ共和国海軍が過去保有した、または現在保有する、または将来保有する予定の、未完成・計画中止を含めた歴代艦艇一覧である。
凡例

## 現有勢力（2024年現在）
- 国防予算：4億6ドル[1]
- 海軍人員：575名[1]
- 艦船隻数：18隻（排水量20t以上）[1]

哨戒艇×17
輸送艇×1

## 艦艇一覧（近代海軍）

### 哨戒艦艇

#### 哨戒・警備艦艇
哨戒艇
- Sewart級 - 2隻　※ 沿岸哨戒艇

ウタトラン（Utatlan）、オソリオ・サラヴィア少尉（Subteniente Osorio Saravia）
- Broadsword級 - 1隻　※ 沿岸哨戒艇

ククルカン（Kukulkán）
- 『Dauntless』型 - 1隻

イシムチェ（Iximche）
- 『Cutlass』型 - 6隻　※ 沿岸哨戒艇

（Tecun Uman）、（Kaibill Balan）、（Azumanche）、ツァコル（Tzacol）、ビトル（Bitol）、（Gucumaz）
- 『Vigilante』型 - 6隻

GC 271-276
- 河川哨戒艇各型

木製船体
デネブ（Deneb）、シリウス（Sirius）、プロキオン（Procyon）、ヴェガ（Vega）、ポルックス（Pollux）、スピカ（Spica）、ステラマリス（Stella Maris）
アルミ船体
ラゴ・デ・アティトラン（Lago de Atitlan）、マサテナンゴ（Mazatenango）、レタルレウ（Retalhuleu）、エスクィントラ（Escuintla）
イスラエル設計
（Chochab）、アリオト（Alioth）、ミルファ（Mirfa）、シェダル（Schedar）、（Comamefa）
密輸品の押収・転用
メロ（Mero）、サルディーナ（Sardina）、パンパーナ（Pampana）、マヴロI（Mavro-I）
- 『ボストン・ホイーラー 32』型 - 3隻